# Au-delà de l'espoir

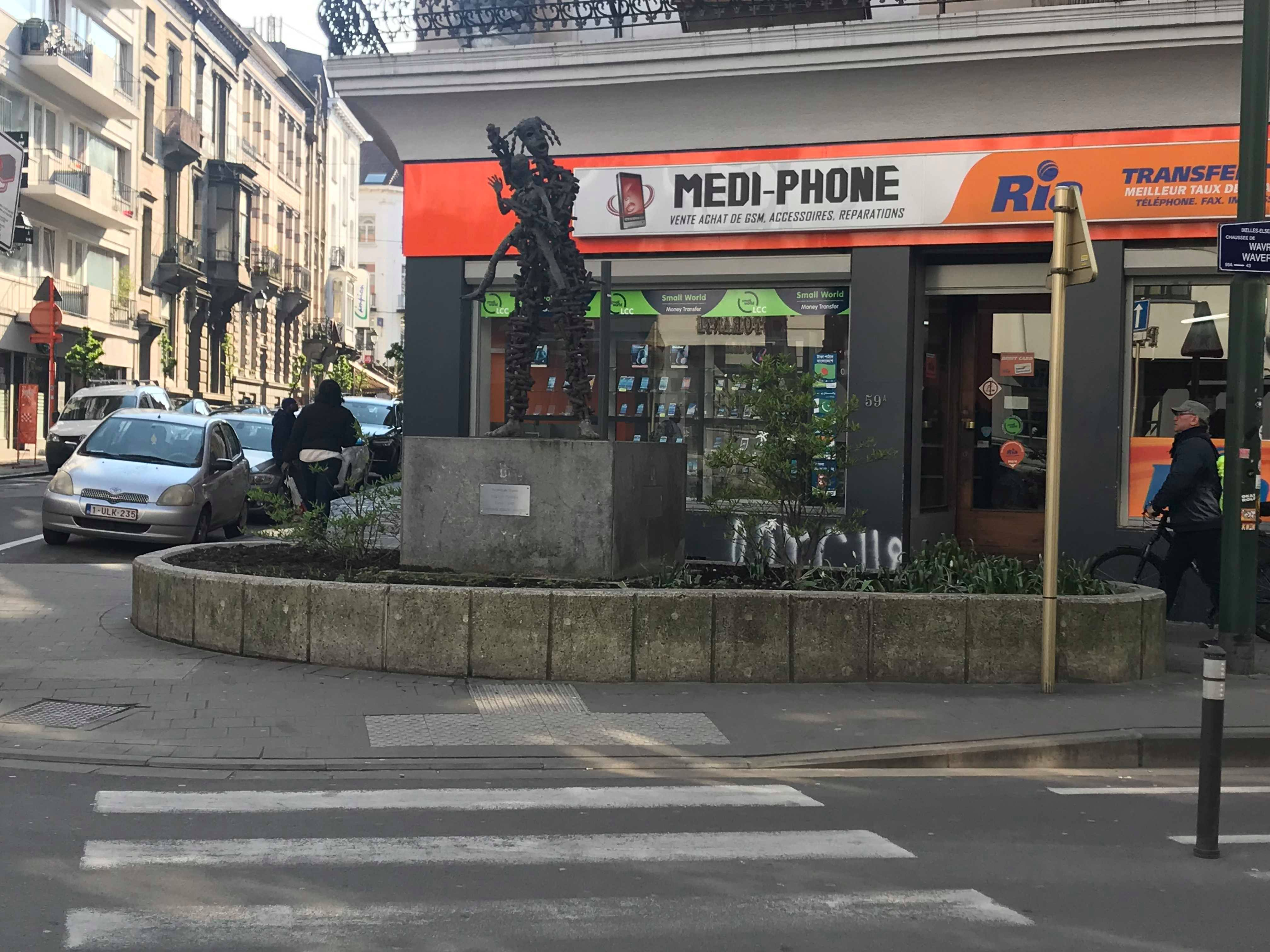
Straatbeeld

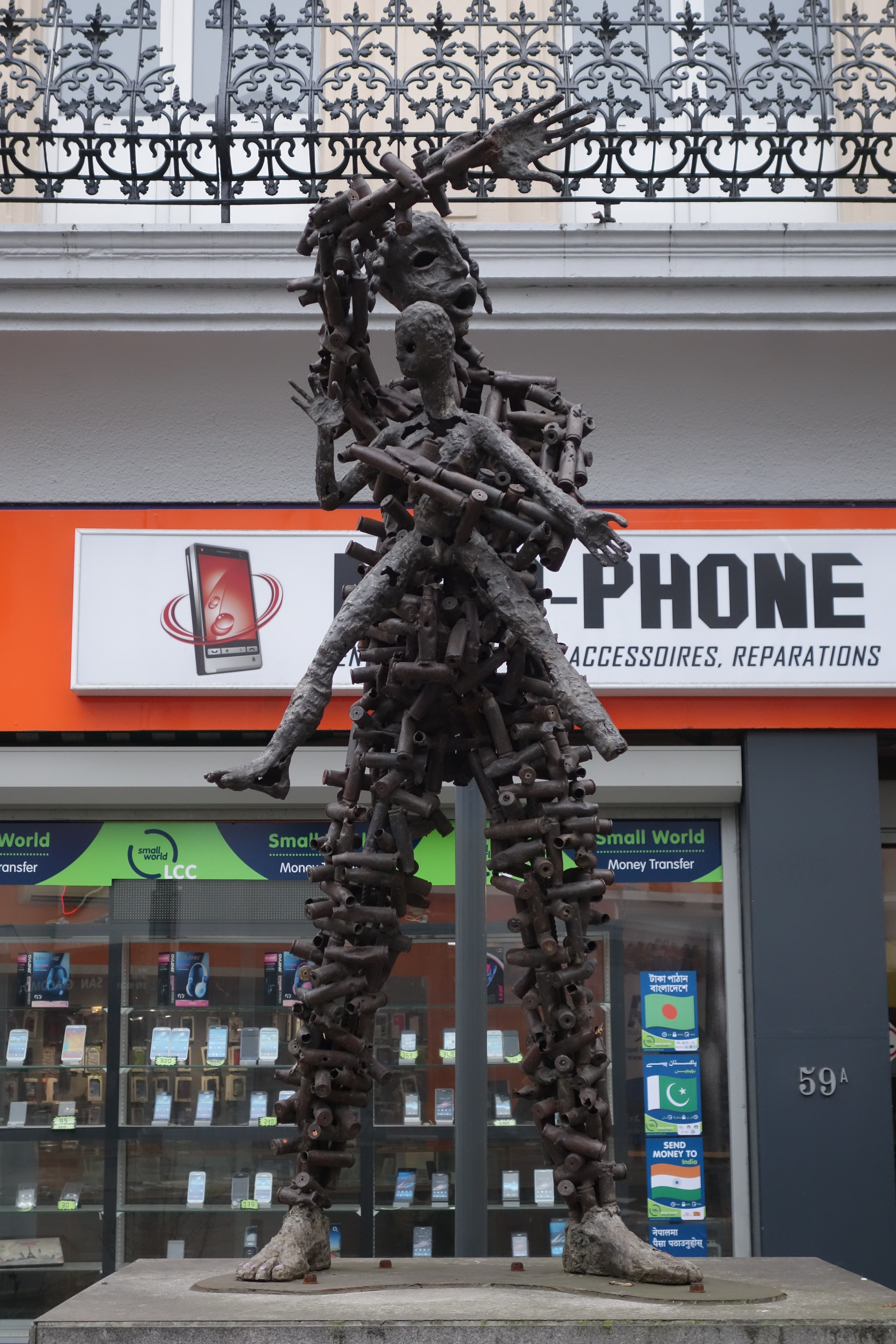
Vooraanzicht

Het Afrikaanse kunstwerk au-delà de l'espoir is een standbeeld in de Afrikaanse wijk Matonge in Elsene. Het bevindt zich op de hoek van de Waversesteenweg en de Solvaystraat. Het is gemaakt door de Congolese kunstenaar Freddy Tsimba in 2007.

## Geschiedenis
In 2007 is het standbeeld in Brussel onthuld. De vrouw van de toenmalige president Joseph Kabila was bij de onthulling aanwezig. Het werk is geschonken door de vzw Africalia.
In 2013 werd het standbeeld gerenoveerd en kreeg het een behandeling tegen corrosie. Na de renovatie werd au-delà de l'espoir opnieuw ingehuldigd. De reden hiervan was de tiende verjaardag van de verbroedering tussen Kalamu, een gemeente in Kinshasa en Elsene.

## Standbeeld
Het standbeeld is gemaakt van kogelhulzen die verzameld zijn door de kunstenaar op verschillende slagvelden. De meeste kogels komen van Congolese slagvelden. Au-delà de l'espoir is ontworpen door een Congolese kunstenaar, Freddy Tsimba.
De kunstenaar gebruikt kogelhulzen om de kijker te confronteren met de realiteit van oorlog, geweld en lijden. Een dagelijkse realiteit van miljoenen Congolezen die slachtoffer zijn van geweld. Het werk is ook gemaakt voor miljoenen andere slachtoffers van geweld over de hele wereld.

## Freddy Tsimba
Freddy Bienvenu Tsimba is een Congolese kunstenaar geboren in Kinshasa in 1967. Hij heeft zijn bekendheid te danken aan meer dan 50 exposities in Afrika, Canada, Europa en China. Hij won in Canada en Frankrijk meerdere prijzen voor zijn kunstwerken. Voor de heropening van het Koninklijk Museum voor Midden-Afrika in Tervuren realiseerde hij twee werken: Centres fermés, rêves ouverts (Gesloten centra, open dromen), 2016 en Ombres (Schaduwen), 2016.